# Hřbitov Mount Zion
Hřbitov Mount Zion je velký židovský hřbitov v Maspethu na 54th Avenue, v New Yorku. První pohřeb se konal v roce 1893 a do roku 2015 zde bylo pohřbeno více než 210 000 osob. Zabírá plochu 78 akrů a je rozdělen na stovky sekcí. Je zde také památník obětí požáru Triangle Shirtwaist Factory. 

## Pohřbení
- Herman M. Albert (1901–1947), právník
- Birdie Amsterdam (1901–1996), soudce
- Bernard Drachman (1861–1945), rabín
- Morris Michael Edelstein (1888–1941), kongresman
- Isidore Einstein (1880–1938), federální agent
- Berta Gersten (1894–1972), herečka
- Marvin Hamlisch (1944–2012), skladatel a dirigent
- Lorenz Hart (1895–1943), lyrik[1]
- Naftali Herz Imber (1856–1909), básník, nyní pohřben v Izraeli
- Irving L. Levey (1898–1970), soudce
- Edna Luby (1884–1928), herečka[2]
- Nathanael West (1903–1940), dramaturg
- Eva Zeisel (1906–2011), návrhářka